# 武蔵野稲荷神社
武蔵野稲荷神社（むさしのいなりじんじゃ）は東京都練馬区の神社。

## 概要
創建年代は不明である。ただ当社は小高い丘の上に建っており、この丘は江古田・沼袋原の戦いで戦死した豊島氏郎党を葬った「豊島塚」といわれている。それが事実ならばその頃に創建されたものと推測される。
当社の歴史そのものは比較的古いが、現在の鳥居や社殿は1970年代に新築したものである。
神社の内部、外部共に、監視カメラが張り巡らされており24時間体制で監視を行っている。境内で写真を撮影する、立ち止まる、自転車に乗るなどの行為をした場合、監視カメラ横のスピーカーから男性の声で注意放送が大音量で流れる。
近隣に存在する武蔵大学の学生の通り抜けが、入口の立て看板にて禁止されている（下の写真を参照）。

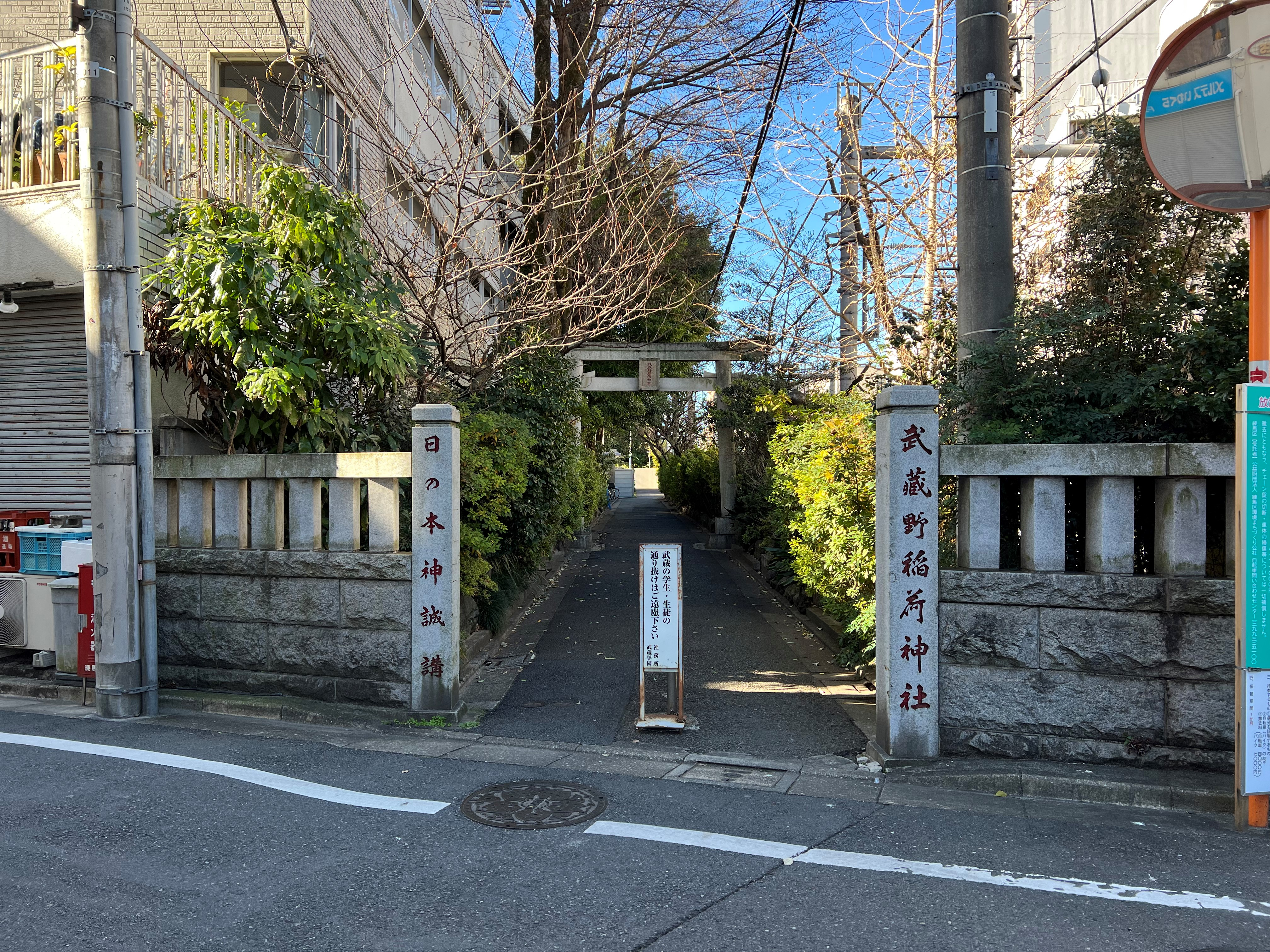
入口
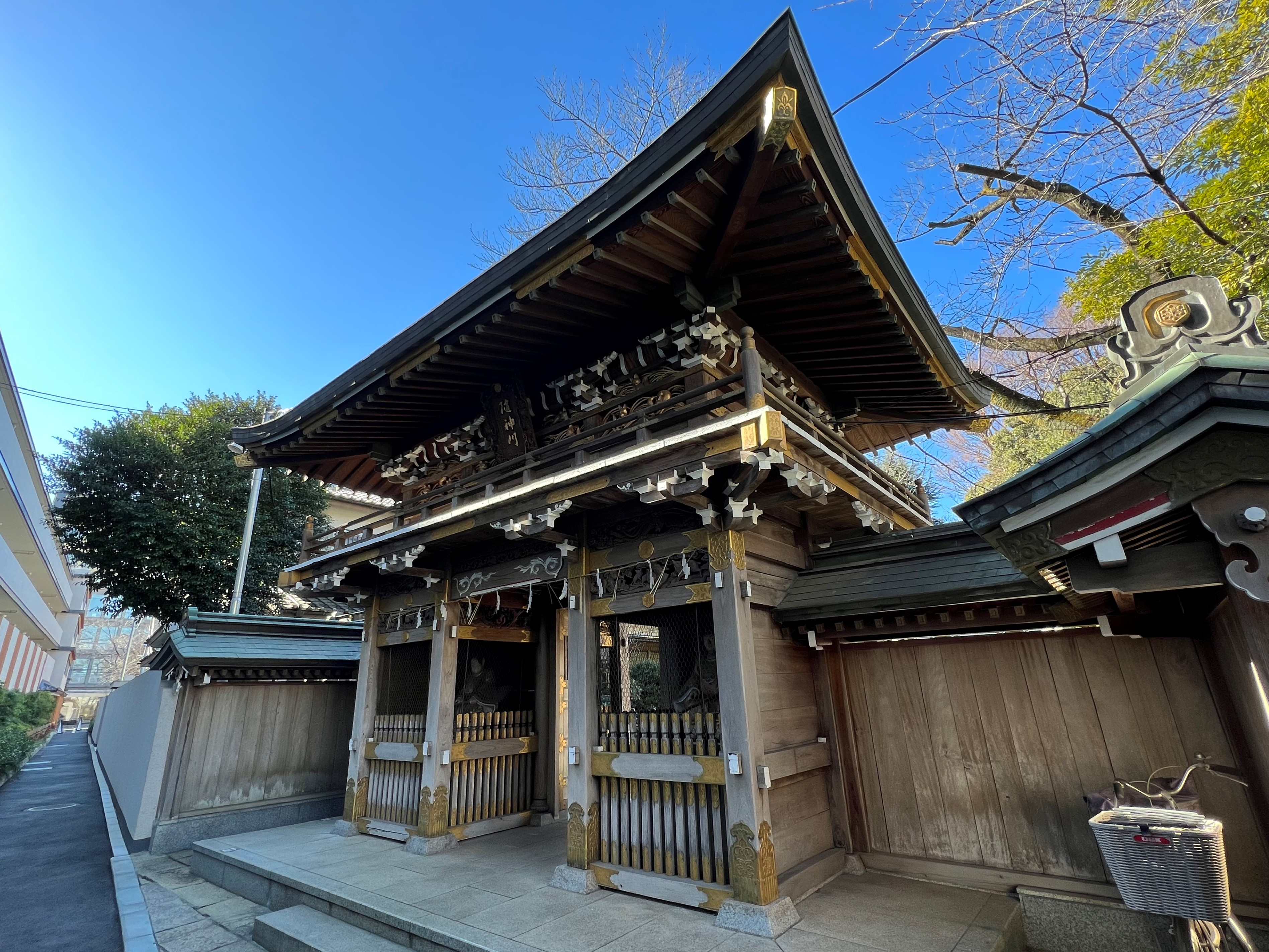
正門

## 交通アクセス
- 江古田駅より徒歩2分。